# Сен-Мартен-ле-Шатель, Франсуаза де Лабом
Франсуа́за де Лабо́́м (фр. Françoise de la Baume; умерла после 1605 года), маркиза де Сен-Мартен-ле-Шатель, — савойская, бургундская и французская аристократка, придворная дама Екатерины Медичи.

## Биография
Младшая дочь Жана IV де Лабома, графа де Монревеля, от третьей жены, Элен де Турнон, дамы де Вассальё.
По контракту, составленному 17 сентября 1548 в Марбо, с церковного разрешения, в возрасте не более 11 лет была выдана замуж за своего кузена Франсуа де Лабома (ум. 1565), барона де Мон-Сен-Сорлена, ставшего в 1552 году графом де Монревелем. В этом браке родилось пятеро детей.
После смерти первого мужа, Франсуаза 20 ноября 1566 вышла вторым браком за Франсуа де Керневенуа, сеньора де Карнавале и Нуайян-сюр-Сен, главного конюшего герцога Анжуйского, ставшего затем сюринтендантом дома этого принца. Брак был заключен благодаря вмешательству Карла IX и рекомендациям герцога Анжуйского, направившего Франсуазе два письма, которые приводит Самюэль Гишнон. В этом браке родился единственный сын, Франсуа-Клод, паж Екатерины Медичи, затем кампмейстер полка французской пехоты.
После смерти второго мужа, не оставившего значительного наследства, Франсуаза в 1573—1577 годах восстановила финансовый баланс дома, а в 1578 году купила особняк, построенный в 1548 году президентом Линьери (фр.), и с тех пор называющийся особняком Карнавале.
В 1584 году Франсуаза приехала из Парижа в Савойю, где представляла королеву Екатерину при крещении сына герцога Карла Эммануэля I. Для нее сеньория Сен-Мартен-ле-Шатель во Франш-Конте была возведена в ранг маркизата.
В 1605 году мадам де Карнавале продала одноименный особняк Флорану д'Аргужу, казначею Марии Медичи.
Брантом, хорошо знавший ее второго мужа и испытывавший к этой даме большое уважение, упоминает о ее достоинствах в книге о знаменитых иностранных капитанах (в связи с обороной Безансона от протестантов, которой руководил ее кузен кардинал Клод де Лабом), а в Седьмом речении «Галантных дам» дает более пространную похвалу в перечне известных вдов, отказавшихся от нового замужества:

Госпожа де Карнавале, побывавшая вдовой дважды, отказалась третьим браком выйти за господина д'Эпернона, тогда носившего имя де Лавалетта-младшего — в ту пору он входил в славу и был влюблен в нее без памяти, ибо она и во вдовстве сохранила былую привлекательность и манеры; не добившись от нее того, что желал всего более, он стал преследовать ее своим сватовством и трижды или четырежды просил короля замолвить за него доброе слово; но она, уже побывав дважды в мужниной неволе (один раз отданная графу де Монревелю, а второй — господину де Карнавале), отказала, хотя самые расположенные к ней друзья и даже я — всячески старавшийся ей услужить — указывали ей, какую ошибку она делает, отвергая столь завидную партию, благодаря которой она сможет подняться к высотам величия и власти, жить в роскоши и пользоваться всеобщим почтением; ибо ее руки просил не кто иной, как любимец короля, его второе «я»; но она отвечала, что не видит своего счастья в уделе замужней дамы, желает сохранить над собой полную свободу и довольна жребием, а также хранит память о предыдущих мужьях, коих ей вполне довольно.— Брантом. «Галантные дамы», с. 370